# Zeargyrodes fasciatus
Zeargyrodes fasciatus is een keversoort uit de familie boktorren (Cerambycidae). De wetenschappelijke naam van de soort is voor het eerst geldig gepubliceerd in 1925 door Fisher.